# História da América Central

Evolução política da América Central e do Caribe.

A História da América Central está intimamente ligada à colonização da Espanha, do século XVI até ao início do século XIX, e as intervenções armadas dos Estados Unidos durante o século XX (as chamadas Guerras das Bananas) que somado aos governos oligárquicos desses países, contribuem em grande parte para a pobreza da região.

## Antes do contato com a Espanha (1492)
Na época pré-colombiana, a maior parte do território da América Central era parte da civilização Mesoamérica. As sociedades nativas da área ocuparam o território entre o centro do México até o norte a noroeste da Costa Rica, no sul. As culturas pré-colombianas da região comercializavam com a Mesoamérica e a América do Sul criando importantes praças comerciais entre estes povos e pode ser considerada de transição entre estas duas áreas culturais.

### Povoamento

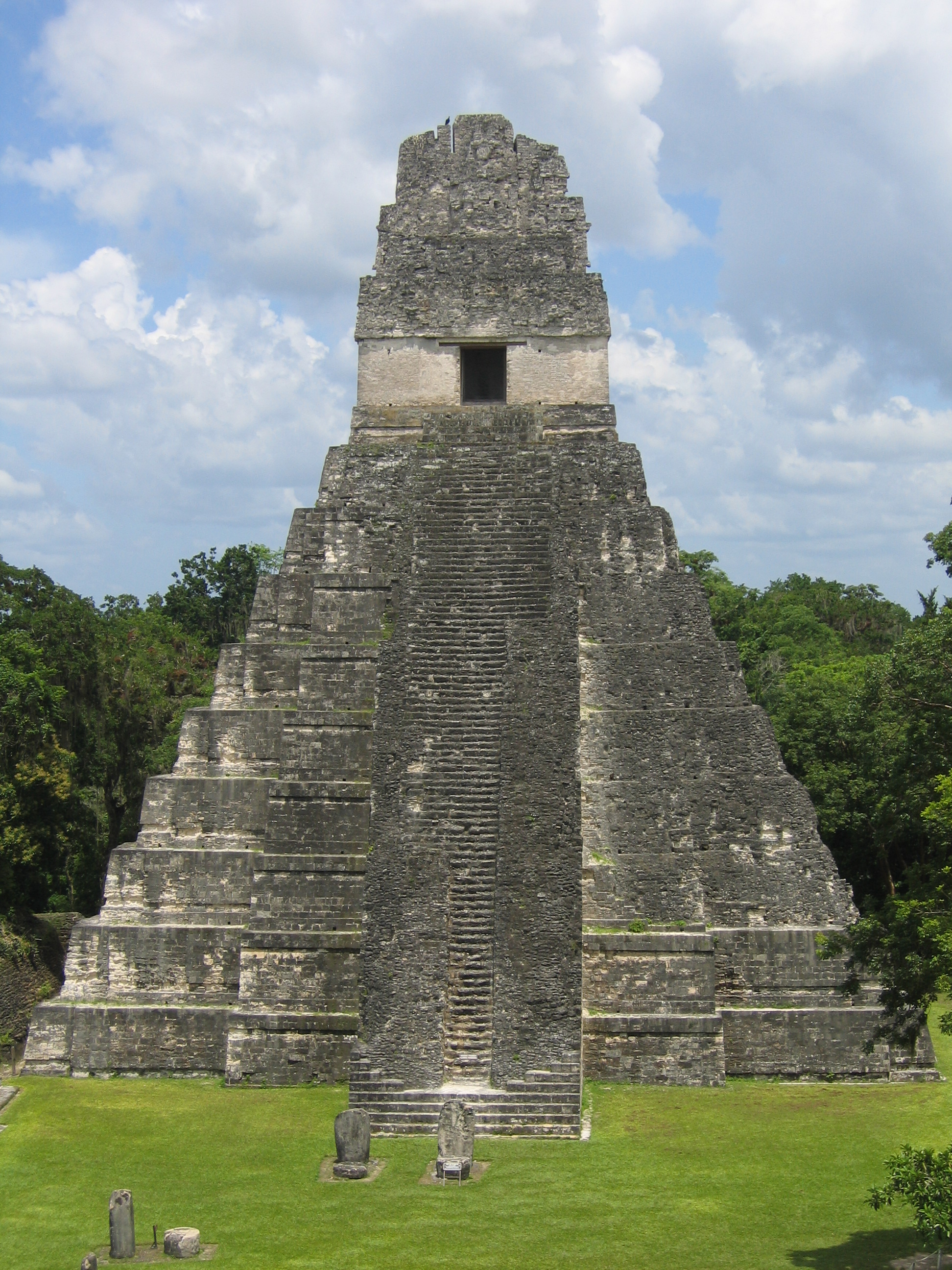
Pirâmide de Tikal na Guatemala.

Na América Central, especialmente na Guatemala, Belize, além do sul do México e norte da península de Yucatan (já na América do Norte), floresceu uma das mais notáveis civilizações indígenas: a civilização maia, cujo adiantamento no campo das ciências e das artes, bem como no âmbito da organização política, social e religiosa, é universalmente reconhecido. A história dos quíchuas, que falavam um dialeto maia, foi preservada no Popol Vuh, obra escrita por um nativo pouco depois da conquista espanhola, e a dos maias e chorotegas, que habitavam a região localizada junto à fronteira entre Honduras e El Salvador, pode ser reconstituída a partir de documentos arqueológicos gravados em pedras. Além desses, outros povos que tiveram civilizações avançadas foram os toltecas e os cackiquelos.

## Conquista e dominação espanhola
Do século XVI até o início do século XIX, na América Central, formou-se a Capitania Geral da Guatemala, por vezes conhecida como o Reino da Guatemala, cuja composição e divisão interna mudou várias vezes. Oficialmente, a capitania era parte do Vice-Reino da Nova Espanha e, portanto, sob o controle do vice-rei espanhol, na Cidade do México. No entanto, este não foi administrado pelo vice-rei, mas por uma entidade independente, que teve a sua primeira instalação na Antigua Guatemala e, mais tarde, na Cidade da Guatemala.
Durante o tempo da Constituição de Cádis (1812-1814 e 1820-1821), o reino da Guatemala desapareceu e foi substituído por duas províncias independentes, a Província da Guatemala e da Província da Nicarágua e Costa Rica. Em 1821, na véspera da independência, foram criadas três províncias, Chiapas, El Salvador e Honduras, segregadas da província da Guatemala.

### Exploração
O litoral atlântico da América Central começou a ser explorado após a quarta viagem de Cristóvão Colombo (1502), que dele tomou posse em nome da coroa espanhola. Vasco Núñez de Balboa descobriu o Pacífico a 25 de setembro de 1513. Gaspar de Espinosa, Juan de Castañeda, Fernando Ponce e Gil González Dávila prosseguiram no reconhecimento do litoral. A conquista da região foi, porém, empresa de Hernán Cortés, Pedro de Alvarado, Pedro Arias de Ávila (Pedrarias), Cristóvão de Olid, Francisco de Montejo, Álvaro de Cáceres, Fernando Sánchez de Badajoz, Francisco Hernandes de Córdoba, Diego de Nicuesa e Juan Vázques de Coronado. A vitória final foi alcançada em 1526 pelo conquistador Pedro de Alvarado , onde aprisionou dois monarcas indígenas, tirando-lhes a resistência. A conquista espiritual, completando a façanha militar, foi obra de frei Bartolomeu de las Casas e outros religiosos.

### Colonização
Santiago de los Caballeros de Guatemala, fundado a 25 de julho de 1524 por Alvarado, foi o primeiro núcleo urbano da região. A cidade de San Salvador é de 1525. Durante o período colonial, toda a América Central estava incluída na Capitania Geral da Guatemala, que por sua vez integrava o vice-reinado do México, denominado Nova Espanha. Em consequência da expansão colonial surgiram na região diversos núcleos demográficos, como Honduras, León, Granada, San Gil de Buena Vista, Gracias a Díos, Panamá, Nova Valladolid, Cartago, Ciudad Real e Tegucigalpa. A rivalidade entre os conquistadores resultou em sangrentos conflitos, enquanto corsários e piratas intranquilizavam constantemente a capitania. Os ingleses estabeleceram-se na costa atlântica, com feitorias, para a exploração de pau-campeche, constituindo a colônia de Belize, apesar dos esforços feitos pelos espanhóis para recuperar a região.
A consciência autonomista começou a formar-se na segunda metade do século XVIII, mas somente se concretizou politicamente na terceira metade do século XIX, com a constituição das Províncias Unidas da América Central.

## Independência

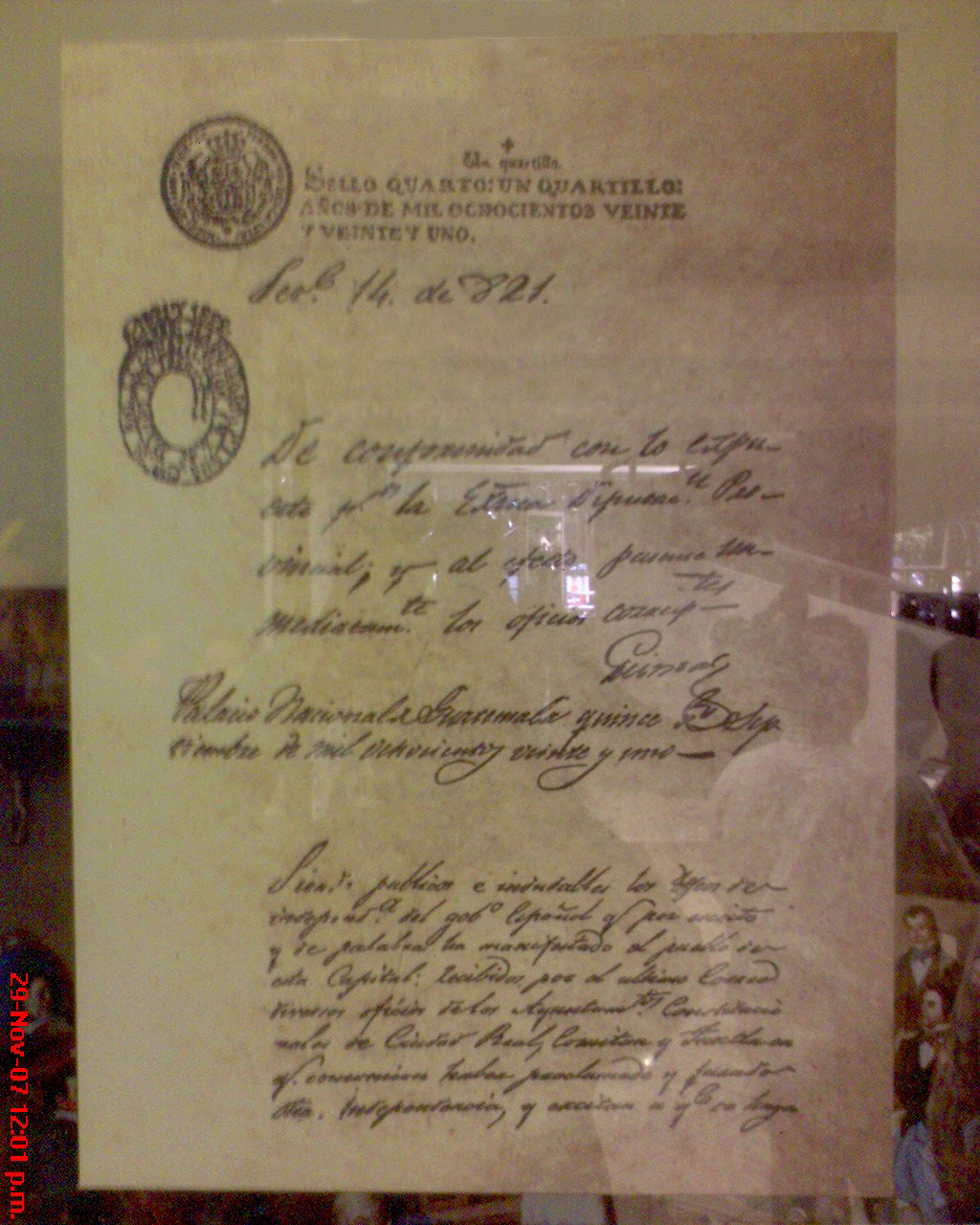
Ato de Independência da América Central, localizado nas instalações da Assembleia Legislativa da República de El Salvador.

Sob a influência e os movimentos independentistas do resto da América continental sem luta nem guerra em 1821, em 1821, Chiapas declarou a sua independência da Espanha, decisão que foi imitada em 15 de setembro pela Província da Guatemala. A data é ainda considerada como o dia da independência de todas as nações da América Central, exceto para Panamá que comemora em 28 de novembro sua independência da Espanha. O chefe político superior da Província da Guatemala, Gabino Gainza, permaneceu à frente do governo interino. Também as províncias de El Salvador, Honduras, Nicarágua e Costa Rica proclamaram, em diferentes datas, a absoluta independência da Espanha.
A independência foi de curta duração, já que surgiu a ideia de anexar-se ao Primeiro Império Mexicano de Agustín de Iturbide, uma decisão que os conselhos locais foram consultados. Em 5 de janeiro de 1822, depois que recebeu os votos da maioria dos municípios, o governo da Guatemala declarou a anexação da América Central ao México. Esta decisão foi fortemente contestada pelos liberais centro-americanos que se opuseram a esta abordagem, por El Salvador, e não teve qualquer simpatia em algumas populações de Honduras, Nicarágua e Costa Rica, mas um exército mexicano sob o comando do general Vicente Filisola ocupou a Cidade da Guatemala e, em seguida, invadiu e ocupou El Salvador, apesar dos salvadorenhos proclamarem a sua união com os Estados Unidos da América.
Quando México tornou-se uma república no ano seguinte, a América Central se aproveitou do direito de decidir seu próprio destino. Na Guatemala se reuniram na Assembleia Nacional Constituinte as Províncias Unidas da América Central, a 1 de julho de 1823, declarando independência da Espanha, México, e de qualquer outra nação estrangeira, e estabeleceu-se um sistema de governo republicano.
A América Central, defendeu a criação dos direitos humanos e dos seus cidadãos, abolida de maneira total e permanente a escravidão, fato histórico, não pode ser devidamente reconhecido em todo o continente.

## Províncias Unidas da América Central

Bandeira das Províncias Unidas da América Central.

A emergente União da América Central, oficialmente chamada de República Federal da América Central, que inclui os estados de Guatemala, El Salvador, Honduras, Nicarágua e Costa Rica. Vale ressaltar que o estado mexicano de Chiapas, que era o território da Guatemala, ao ter antigamente o intervalo da ex-Audiência Real, a América Central se uniu ao Primeiro Império Mexicano de Iturbide em 1823, ao separar-se Guatemala daquele último, Chiapas que finalmente através de um referendo, se incorporou ao México. Guatemala cedeu unicamente a região de Soconusco. Dos países mais jovens, Panamá e Belize, não dividem a história comum da América Central, já que o Panamá fez parte da Colômbia e Belize por sua parte, foi uma colônia do Reino Unido. A exclusão do Panamá no mencionado projeto centro-americano se deve a filiação histórica do território do istmo panamenho ao continente sul-americano mediante a estrutura administrativa colonial, primeiro do vice-reino do Peru, logo do vice-reino da Nova Granada e posteriormente graças à assimilação de seu território à Colômbia desde 1821 até sua separação em 1903.
Liberais da América Central tinham grandes esperanças que a República Federal, o qual acreditavam que iria evoluir para uma nação moderna e democrática, enriquecida pelo comércio através da área entre os Oceanos Atlântico e Pacífico. Essas aspirações foram refletidas nos emblemas da República Federal: a bandeira mostra uma faixa branca entre duas riscas azuis representando as terras entre os dois oceanos. O escudo mostra cinco montanhas, uma para cada estado, entre dois oceanos, sobre o Barrete frígio símbolo da Revolução Francesa.
No entanto, na prática, a federação estava enfrentando grandes problemas:
- Em oposição ao projeto federal estavam os conservadores, os representantes da Igreja Católica e os grandes latifundiários;
- Os transportes e comunicações entre os Estados-Membros eram extremamente precários;
- A população em geral, desconhecia os benefícios da integração regional;
- O poder da capital federal (Cidade da Guatemala, depois San Salvador) era quase inexistente fora dos seus limites;
- Falta de fundos para o seu desenvolvimento e envolvimento das nações estrangeiras (por exemplo, Reino Unido, Estados Unidos e México).

A República Federal da América Central era uma federação que surgiu de uma Assembleia Constituinte das Províncias Unidas da América Central através de uma Constituição, em 22 de novembro de 1824. Sua capital inicial foi a cidade da Guatemala até 1834, depois Sonsonante, por um breve período e, finalmente, San Salvador, 1834-1839. A Federação foi formada por cinco países: Guatemala, El Salvador, Honduras, Nicarágua e Costa Rica. Em 1838, foi formado o sexto Estado, Los Altos, com capital na cidade de Quezaltenango, com zonas ocidentais da Guatemala, e de parte do atual Soconusco de Chiapas (México). Limitava ao sul com o Oceano Pacífico, a leste pelo Mar do Caribe, ao sudeste do Panamá (então província da Colômbia) e México a Noroeste. O território também incluiu a Federação de Belize.

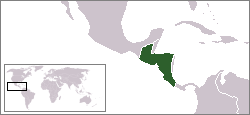
Províncias Unidas da América Central.

No entanto, logo eclodiu uma série de guerras civis e dissensões, o que culminou com a derrubada do governo constitucional em 1829 cujo Presidente titular era o salvadorenho Manuel José Arce, que foi eleito em 1825, prosseguido desde 1828 pelo Vice Presidente Mariano de Llano e Beltranena da Guatemala. Interinamente assumiu o governo liberal do guatemalteco José Francisco Barrundia y Cepeda. Em 1830, foi eleito o presidente Francisco Morazán de Honduras, que mais tarde foi novamente eleito para o período 1835-1839. Na segunda administração de Morazán ressurgiu a guerra civil. Nicarágua separou-se da República em 30 de abril de 1838, e o Congresso Federal concordou em estabelecer um novo Estado, Los Altos, cuja capital foi Quetzaltenango, com as terras do oeste da Guatemala. Honduras separou-se da união no dia 6 de outubro e em 14 de novembro a Costa Rica vez o mesmo. A Guatemala se separou em 17 de abril de 1839 e no início dos anos 1840 as suas tropas regressaram Los Altos.
Varias tentativas foram feitas para reunir as nações da América Central durante o século XIX, especialmente através da Conferência de União da América Central, mas nenhuma conseguiu. A primeira aconteceu em 1842 quando o ex-presidente Francisco Morazán, que tomou o poder na Costa Rica, pretendia restabelecer a união pela força, mas a sua tentativa acabou com a sua queda e execução. Poucos meses antes, tinha se assinado um pacto em Chinandega para estabelecer uma Confederação da América Central e incluiu El Salvador, Honduras e Nicarágua. Costa Rica juntou condicionalmente, mas essa tentativa durou muito pouco até 1844. Uma segunda tentativa foi realizada de 1849 a 1852 entre El Salvador, Honduras e Nicarágua.

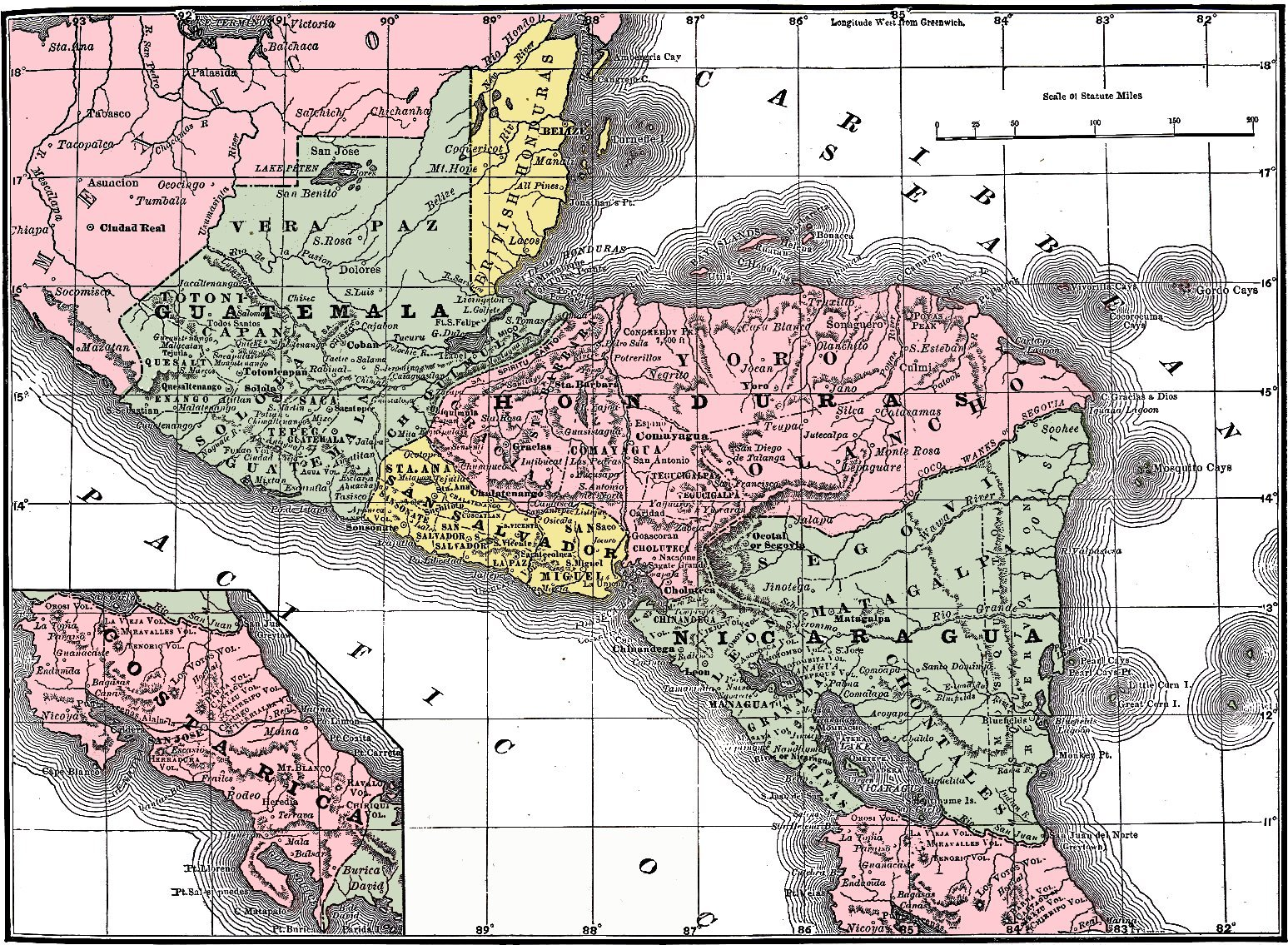
América Central em 1892.

Em 1885 veio a chamada tentativa Barrios. O presidente da Guatemala, Justo Rufino Barrios tentou reunir a nação pela força, mas morreu na tentativa de lutar contra as forças salvadorenhas. Uma terceira tentativa de Honduras, Nicarágua e El Salvador foi quando tentou-se criar a República Maior da América Central (depois Estados Unidos da América Central), que durou entre 1896 e 1898. A última veio em uma conferência em San José, Costa Rica, em 1920, em que Costa Rica, El Salvador, Guatemala e Honduras assinaram um pacto de união. Este foi aprovado por El Salvador, Guatemala e Honduras, que em 1921 formaram a República Federal da América Central, mas, a Guatemala, em janeiro 1922 separou-se e os outros dois estados também decidiram retomar sua soberania.

## Século XX

### Guerra das Bananas
No inicio do século XX, os Estados Unidos promoveram uma série de ocupações, ações militares, e intervenções na América Central e no Caribe. Esse período começou com a Guerra Hispano-Americana em 1898 e no subsequente Tratado de Paris, que deu aos Estados Unidos o controle de Cuba e Porto Rico. Os interesses desses conflitos foram variados, mas foram em grande medida de natureza económica. O termo "guerras das bananas" surge a partir da conexão entre estas intervenções e à preservação dos interesses comerciais americanos na região. Mais destacadamente, da United Fruit Company que teve participações financeiras significativas na produção de bananas, tabaco, cana-de-açúcar, e vários outros produtos em todo o Caribe, América Central e na porção norte da América do Sul. Os Estados Unidos também foi avançando seus interesses políticos, a manutenção de uma esfera de influência e de controle do canal do Panamá, criticamente importante para o comércio global e o poder naval. Por esse motivo, elas passaram a ser conhecidas como "banana republics" (repúblicas de bananas).
- Panamá e o Canal do Panamá: Um grande episódio da expansão ultramarina dos EUA foi ter conseguido a independência do Panamá, que era um departamento da Grã-Colômbia (atual Colômbia) chamado de Departamento do Istmo, ao qual os EUA enviara homens do serviço secreto estadunidense para subornar colombianos residentes nesse departamento para proclamar a independência desse território, que passou a se chamar Panamá, ao qual os EUA passaram a reconhecer este novo país e que mandaram os fuzileiros navais para assegurar a independência panamenha contra os colombianos. Em troca o Presidente do Panamá legalizaria eternamente a passagem do canal que ligaria os dois oceanos: Oceano Pacífico e Oceano Atlântico. Mais tarde, por meio de acordos unilaterais, os norte-americanos conseguiram o controle definitivo do Canal do Panamá. Na década de 1970, os panamenhos reivindicaram o controle do canal. Acordos assinados entre os dois países estabeleceram que os EUA deveriam devolver a concessão até o fim do século XX.
- Nicarágua: Em 1909, a Nicarágua enfrentou uma insolvência financeira que culminou numa intervenção dos EUA, a fim de dar "estabilidade" ao país, que assim passaram a controlá-lo. A humilhação nacional desencadeou um movimento revolucionário em 1912, mas este foi sufocado pelos fuzileiros navais dos EUA, que davam sustentação aos governos conservadores nicaraguenses. Em 1926, o governo da Nicarágua recorreu mais uma vez à ajuda dos fuzileiros navais norte-americanos, para sufocar a guerrilha iniciada pelos líderes liberais José María Moncada e César Augusto Sandino. O governo dos EUA atendeu prontamente à solicitação e garantiu aos rebeldes que seriam realizadas eleições livres na Nicarágua. Diante da promessa, Moncada aceitou paralisar a revolução, porém Sandino manteve a luta contra a ocupação norte-americana. Em 1933, os marines se retiraram da Nicarágua. Sandino depôs as armas e reconciliou-se com o governo, mas acabou assassinado por ordem do general Anastasio Somoza García, comandante da Guarda Nacional. A partir daí, iniciaria a dinastia da família Somoza, que serviu aos interesses norte-americanos e só perderia o poder após a Revolução Sandinista em 1979.
- Honduras: O modelo original para a república das bananas, onde a United Fruit Company e Standard Fruit Company dominaram o país, país-chave nos setores de exportação de bananas e associados, explorações de terra e ferrovias, viu inserção de tropas americanas em 1903, 1907, 1911, 1912, 1919, 1924 e, 1925. Nos primeiros anos do século XX, o presidente da Nicarágua, José Santos Zelaya, impôs Manuel Bonilla como presidente de Honduras, fato que mergulhou o país num período de rebeliões internas, entre 1911 e 1912. A pretexto de controlar a anarquia, os Estados Unidos intervieram no país e enviaram tropas para proteger os interesses das empresas bananeiras.

Em 1932, Franklin Delano Roosevelt foi eleito presidente dos EUA, e encontrou o país mergulhado em uma grave crise econômica, gerada pela quebra da Bolsa de Valores de Nova York. Roosevelt acreditava que a política agressiva de intervenção direta, adotada por seus antecessores, necessitava de alterações imediatas. Segundo o estadista, os mecanismos utilizados para exercer a dominação econômica deveriam ser mais sutis e sofisticados (a isso foi denominado Política da Boa Vizinhança).

### Guerra Fria
Com inicio da Guerra Fria e a Revolução Cubana em 1959, teve inicio na década de 1960 uma série de conflitos na América Central, por grupos armados conhecidos como guerrilheiros, que se prolongaram por três décadas durante a Guerra Fria e transcendeu para além das fronteiras englobando países como a Guatemala, Honduras, Nicarágua e El Salvador. Estes geralmente surge como uma reação, e com a intenção de derrubar, às ditaduras militares e governos autocráticos de direita conservadora implantados ou apoiados pelos Estados Unidos para proteger os seus interesses geopolíticos, porém, a estrutura da organização da guerrilha nos diversos países e como eles tentaram eliminar os movimentos insurgentes foram muito diferentes.
Na Guatemala, os EUA apoiariam um golpe de Estado em 1954 que depós o presidente democraticamente eleito Jacobo Arbenz, num golpe orquestrado pela CIA, que daria inicio a violenta Guerra Civil da Guatemala. Em El Salvador, iniciaria a Guerra Civil de El Salvador entre esquerdistas e direitistas.
A violência se agravaria durante a década de 1980, após o triunfo da Revolução Sandinista na Nicarágua em 1979, com a política de Ronald Reagan de "contenção do comunismo" e a fusão dessa política com interesses oligárquicos. Em 1981, John Negroponte, é nomeado embaixador em Honduras com a tarefa de organizar "operações paramilitares" contra o governo sandinista da Nicarágua. Seu trabalho na América Central não se limitaria a aumentar a ajuda militar aos aliados, foram também intensificadas as caçadas aos "subversivos", com perseguições, torturas e matanças. Negroponte transformaria a dupla El Salvador e Honduras em uma base dos "contras", grupo recrutado pela CIA para derrubar os sandinistas. Nesse período é criado o batalhão 316, uma unidade secreta apoiada pelo Pentágono e a CIA.
Várias nações latino-americanas formaram o Grupo de Contadora para trabalhar para uma resolução das guerras na região. Mais tarde, o presidente costarriquenho Óscar Arias conseguiu convencer os outros líderes da América Central para assinar o Acordo de Paz Esquipulas, que acabou o quadro para pôr termo às guerras civis. 
Em nome de sua independência

## História das nações centro-americanas
- História de Belize
- História da Costa Rica
- História de El Salvador
- História da Guatemala
- História de Honduras
- História da Nicarágua
- História do Panamá